# Oxyethira incana
Oxyethira incana är en nattsländeart som beskrevs av Georg Ulmer 1906. Oxyethira incana ingår i släktet Oxyethira och familjen smånattsländor. Inga underarter finns listade i Catalogue of Life.